# Ding Xia
Pour les articles homonymes, voir Ding.
Ding Xia est une joueuse chinoise de volley-ball née le 13 janvier 1990 dans le Hebei. Elle a remporté avec l'équipe de Chine le tournoi féminin aux Jeux olympiques d'été de 2016 à Rio de Janeiro.